# Yuri Manuylov
Yuri Manuylov, né le 10 juin 1964 à Krasnodar en Russie soviétique, est un coureur cycliste russe dont la carrière sportive se situe à la fin de la période soviétique et au début de l'introduction du professionnalisme dans le cyclisme en URSS, puis dans les anciennes Républiques soviétiques indépendantes.

## Biographie
Dans le cadre des structures soviétiques, il est intégré dans l'équipe d'URSS en 1989. Il obtient cette année-là la médaille de bronze aux championnats du monde disputés à Chambéry dans l'épreuve des 100 kilomètres contre-la-montre par équipe. Il participe aussi au Tour de l'Avenir. L'année suivante, il est membre, au titre de sociétaire du CSKA de Moscou, de l'équipe Didier Louis, et dispute plusieurs épreuves en France. Bon rouleur, associé à son compatriote et équipier Dimitri Vassilichenko, il gagne le Duo normand contre-la-montre. Ses bons résultats de l'année 1990 lui ouvrent les portes de l'équipe Lotus-Festina pour 1991. Il ne concrétise pas les espoirs que ses débuts ont fait naître.

## Palmarès

### Palmarès amateur
- 1987
  - 2e du championnat d'URSS du contre-la-montre en duo (avec Romes Gainetdinov)
- 1988
  - 2e du championnat d'URSS du contre-la-montre en duo (avec Assiat Saitov)
- 1989
  -  Champion d'URSS du contre-la-montre par équipes (avec Viktor Klimov, Assiat Saitov et Vladimir Zotov)
  -  Médaillé de bronze du championnat du monde du contre-la-montre par équipes amateurs (avec Oleh Halkin, Viktor Klimov et Evgueni Zagrebelny)
- 1990[3]
  - 7e étape de la Semaine bergamasque
  - 8e étape du Tour de Normandie
  - 2e étape du Tour du Gévaudan
  - Tour du Poitou-Charentes :
    - Classement général
    - 3e étape (contre-la-montre)

  - Duo normand (avec Dimitri Vassilichenko)
  - 2e du Trophée Mavic (contre-la-montre)
  - 2e de l'Essor breton
  - 3e du Tour du Gévaudan
  - 3e du Grand Prix des Nations amateurs

### Palmarès professionnel
- 1991
  - 3e étape du Tour de Castille-et-León
- 1992
  - 5e étape du Tour du Portugal (contre-la-montre)

### Résultats dans les grands tours

#### Tour d'Italie
1 participation 
- 1993 : 108e

#### Tour d'Espagne
1 participation 
- 1991 : 86e

### Places d'honneur
- 1989
  - 61e du Tour de l'Avenir
- 1991
  - 14e du Tour de Catalogne
- 1992
  - 15e de la finale de la Coupe du Monde contre-la-montre à Palma de Mallorca
  - 25e de la Flèche wallonne
- 1993
  - 5e du Tour de Cologne